# James Sands
James Hoban Sands (Rye, Nueva York, Estados Unidos, 6 de julio de 2000) es un futbolista estadounidense. Juega como centrocampista y su equipo es el F. C. St. Pauli de la 1. Bundesliga.

## Trayectoria
Se unió al New York Soccer Club, una filial del New York City FC, a los 10 años. En 2015 se unió a New York City después de la creación del equipo de la academia sub-16, junto a su hermano gemelo Will Sands.

## Clubes
| Club                           | País           | Año       |
| ------------------------------ | -------------- | --------- |
| New York City F. C.            | Estados Unidos | 2017-     |
| Louisville City F. C. (cedido) | Estados Unidos | 2018      |
| Rangers F. C. (cedido)         | Escocia        | 2022-2023 |
| F. C. St. Pauli (cedido)       | Alemania       | 2025-     |

## Palmarés

### Títulos nacionales
| Título          | Club                | País           | Año  |
| --------------- | ------------------- | -------------- | ---- |
| MLS Cup         | New York City F. C. | Estados Unidos | 2021 |
| Copa de Escocia | Rangers F. C.       | Escocia        | 2022 |

### Títulos internacionales
| Título                  | Club (*)       | País           | Año  |
| ----------------------- | -------------- | -------------- | ---- |
| Copa Oro de la Concacaf | Estados Unidos | Estados Unidos | 2021 |

(*) Incluyendo la selección.